# Сім'я Угорщини

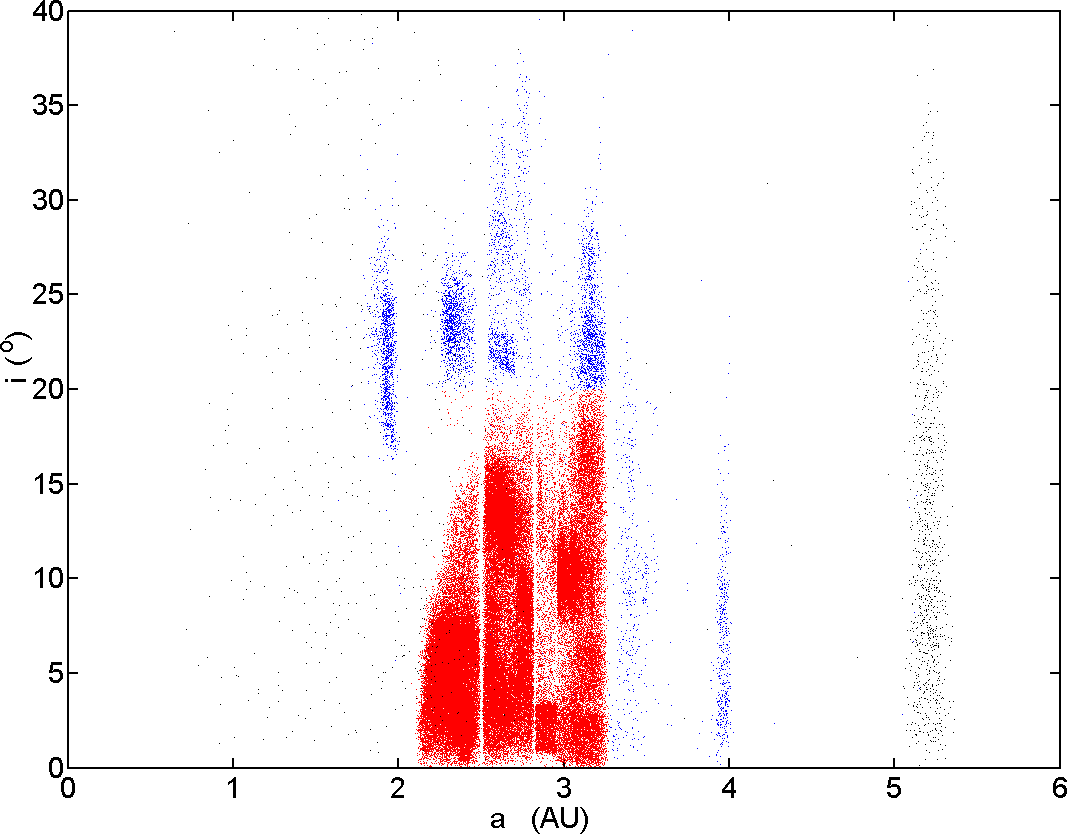
Діаграма орбіт астероїдів головного поясу (з великими півосями та нахилами по осях X та Y); сімейство Угорщини — найлівіша верхня група

Сім'я Угорщини (лат. Hungaria) — це невелика група астероїдів, розташованих у головному поясі. Астероїди даної сім'ї характеризуються орбітами з більшими півосями від 1,78 до 2,00 а. е., Досить високим способом орбіти в діапазоні від 16 до 34 градусів і ексцентриситетом не більше 0,18. Головна особливість астероїдів сім'ї Угорщини полягає в тому, що, маючи орбітальний період близько 2,5 років, вони знаходяться в орбітальних резонансах одночасно з двома планетами, Марсом та Юпітером. У першому випадку резонанс становить 2:3, на два обороти астероїда навколо Сонця припадає три обороти Марса, у другому випадку резонанс дорівнює 9:2, на дев'ять оборотів астероїда припадає два обороти Юпітера.
Астероїдам сім'ї Угорщини відповідає область найбільш щільної концентрації астероїдів поблизу внутрішньої частини головного пояса, відокремленої від нього областю орбітального резонансу з Юпітером 4:1. Сім'ю було названо на честь найбільшого свого представника астероїда (434) Угорщина.
Більшість членів сім'ї належить до світлих астероїдів спектрального класу E, які мають дуже високе альбедо поверхні, зазвичай близько 0,3. Але незважаючи на це помітити їх у телескоп дуже складно, оскільки всі астероїди сім'ї мають дуже маленькі розміри, наприклад, найбільший представник сім'ї астероїд Угорщина має лише 20 км в діаметрі, що є межею роздільної здатності для більшості аматорських телескопів.
Орбітальний резонанс із Юпітером 4:1, що відповідає орбітам з великими півосями близько 2,6 а. е., викликає сильні гравітаційні обурення з боку Юпітера на будь-які тіла, що потрапляють в зону резонансу, що призводить до неминучого зростання ексцентриситету їх орбіт і, зрештою, до виходу з цієї зони з переходом на іншу орбіту. Тим самим у поясі астероїдів формуються порожні області, що відповідають зонам орбітальних резонансів, які називають люками Кірквуда. З іншого боку, ті астероїди, які знаходяться всередині цього резонансу і мають невеликий нахил орбіти, потрапляють в зону дії гравітаційного впливу Марса, що викликає відштовхування астероїдів, а не притягування як у випадку з Юпітером, крім тих, які розташовані досить близько від нього. Наслідком цього стало те, що всі астероїди з малим нахилом орбіти, близьким до нахилу орбіти Марса, були викинуті з цього проміжку, за винятком тих, що рухаються досить сильно нахиленими орбітами, на яких вплив резонансу з Марсом не такий великий. Саме до таких астероїдів належать астероїди сім'ї Угорщини.
Тим не менш, у довгостроковій перспективі гравітаційний вплив Марса призведе до розсіювання сім'ї. Через велике значення ексцентриситету максимальний вплив на ці астероїди Марс, надаватиме, коли вони будуть знаходитися поблизу його афелію, що призводитиме до ще більшого зростання їхнього ексцентриситету, що протягом найближчих мільйонів років призведе до появи нових астероїдів, що зближуються із Землею, зокрема із групи Амура або навіть перетинають її орбіту.